# Agraylea saltesea
Agraylea saltesea is een schietmot uit de familie Hydroptilidae. De soort komt voor in het Nearctisch gebied.